# Junta militar
Una junta militar és un sistema de govern dirigit per una cúpula formada per militars. El terme «junta» significa «reunió» o «comitè» i va sorgir a partir de les administracions locals organitzades a Espanya durant la Guerra del Francès el 1808. El terme s'utilitza actualment per referir-se a una forma de govern autoritària caracteritzada per una dictadura militar oligàrquica, a diferència d'altres règims de domini autoritari, concretament d'home fort (dictadures militars autocràtiques).

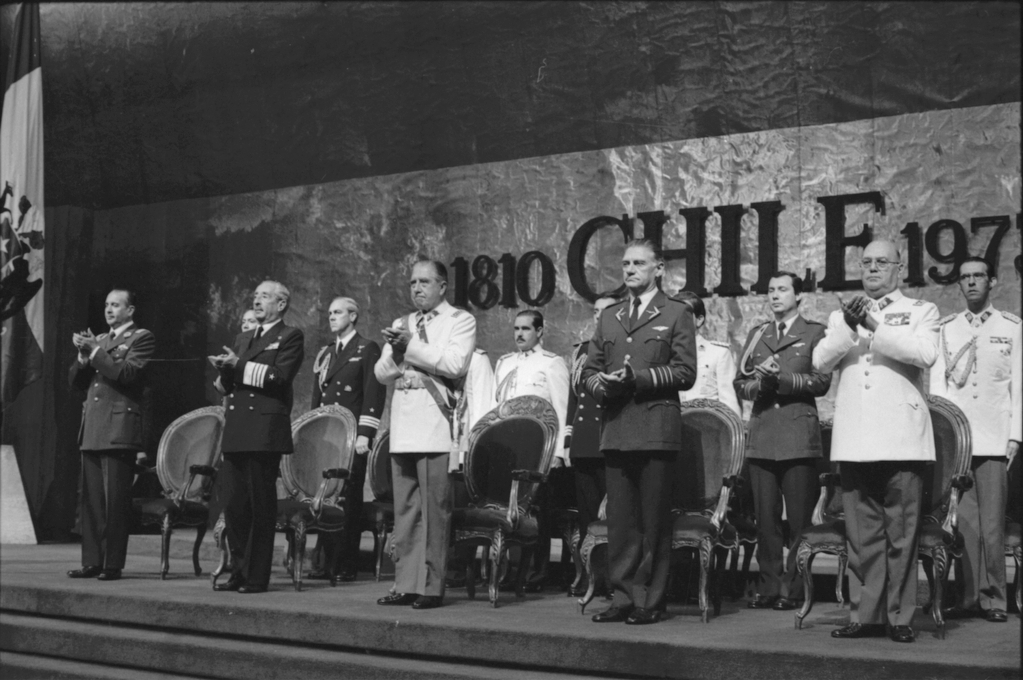
La junta militar xilena dirigida pel general Augusto Pinochet (1986)

Una junta militar sovint accedeix al poder com a conseqüència d'un cop d'estat. La junta pot prendre formalment el poder com a òrgan de govern de l'estat, amb el poder de governar per decret, o pot exercir el poder per mitjà del control vinculant (però informal) sobre un govern nominalment civil. En ocasions, el règim miliar pot acabar amb la llei marcial, renunciar als uniformes militars a favor de la indumentària civil, coptar el govern amb antics oficials militars o fer ús de partits polítics o organitzacions de masses. El «govern indirecte» implica l'exercici d'un control ocult i entre bastidors per part de la junta militar sobre un govern titella civil.
Al llarg del segle xx, les juntes militars es van imposar freqüentment a Amèrica Llatina, normalment encapçalada pels oficials d'alt rang de les diferents branques militars (exèrcit de terra, marina de guerra i força aèria), i de vegades amb el suport del cap de la policia o altres cossos clau, així com amb la intervenció de potències capitalistes estrangeres. Els cops militars «corporatius» s'han distingit dels cops militars «de facció». Els primers són executats per les forces armades com a institució, dirigides per alts comandants a la cúpula de la jerarquia militar, mentre que els segons són efectuats per un segment de les forces armades i sovint estan dirigits per oficials de rang mitjà.
Un estudi de 2014 publicat a la revista Annual Review of Political Science va concloure que «els homes forts i els règims militars tenen més probabilitats de cometre violacions dels drets humans i d'involucrar-se en guerres civils que no pas les dictadures civils».